# رود ماین
رود ماین (به آلمانی: Main) (تلفظ آلمانی: [ˈmaɪn] ()) یکی از رود های واقع در کشور آلمان است که طول آن ۵۲۴ کیلومتر است.که از ایالت های هسن و بادن-وورتمبرگ و بایرن می‌گذرد و در نهایت به رود راين می پیوندد.

## نگارخانه

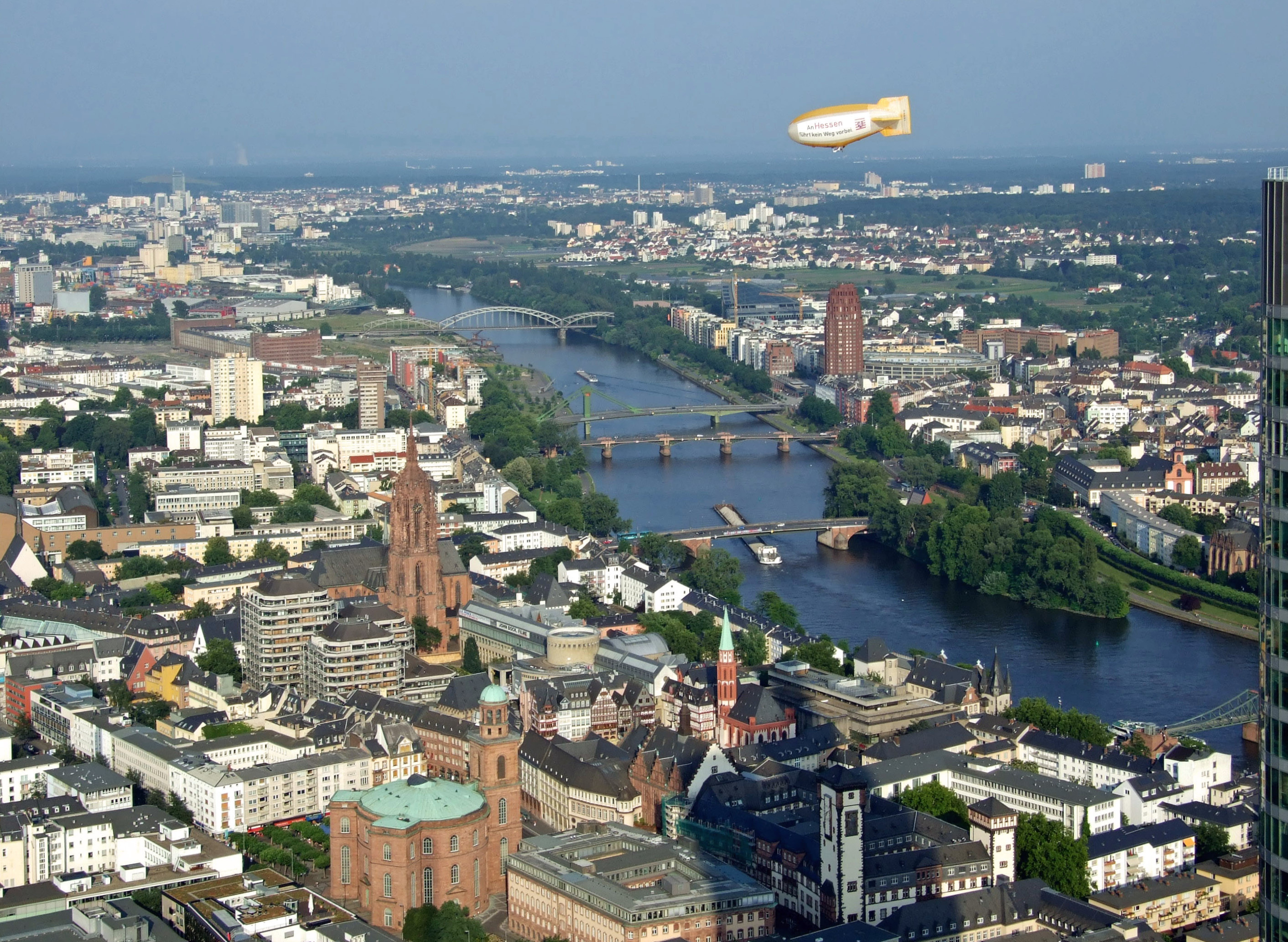
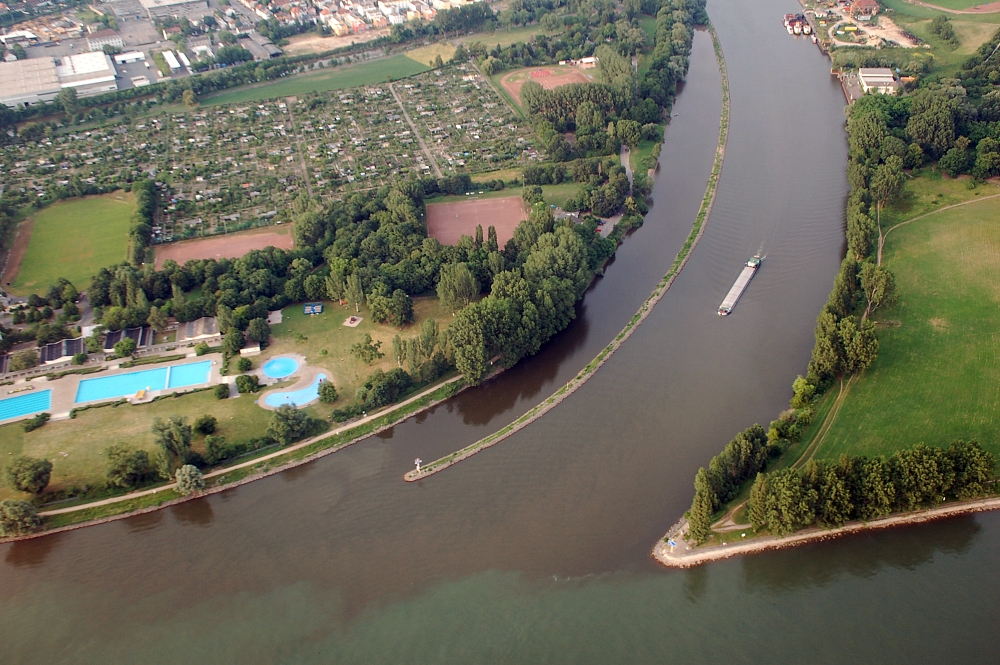